# Голова I
«Голова I» (англ. Head I) — картина британского художника ирландского происхождения Фрэнсиса Бэкона, созданная в 1948 году. Она написана маслом и темперой на ДВП и стала первой в серии работ, созданных художником для своей первой персональной выставки в Ганноверской галерее, в Лондоне. Остальные версии серии, в отличие от «Головы I», были написаны уже в год проведения этой выставки (1949), в рамках подготовки к ней.
Как и других вариантах на картине «Голова I» изображена одинокая кричащая фигура с фокусированием на её открытом рте. Голова представляет собой саморазрушающийся череп, в значительной степени являющийся бесформенным комком плоти. Вся её верхняя половина исчезла, остались нетронутыми только челюсть, рот с зубами и одно ухо. «Голова I» стала первой известной картиной Бэкона, где появились светлые рейки или прутья; позднее они стали одной из отличительных черт произведений Бэкона 1950-х годов, что особенно проявилось в его папских портретах, где они часто появлялись в качестве ограждения или клетки вокруг фигуры. Неизвестно, что послужило источником вдохновения для «Головы I». Высказывались предположения, что это могла быть многократная печать или военная фотография, а критик Денис Фарр обнаружил в ней влияние Маттиаса Грюневальда.
Работая над «Головой I» Бэкон совмещал традиционные элементы портретной живописи с свободной, спонтанной кистью. В некоторых местах он потёр или почистил (возможно, с помощью ткани) краску. Подобную технику искусствовед Армин Цвейт описал как «продуктивный вандализм». В композиции присутствует ряд противоречивых деталей. Висящая кисточка покоится чуть выше правого уха фигуры, создавая впечатление, что она зацепилась за голову и тянет её в сторону. Золотые рейки пересекаются в правом верхнем углу полотна, в то же время другие, в центре композиции, создают впечатление изголовья кровати. Верхняя половина полотна преимущественно лишена деталей, в то время как нижняя часть, особенно нижняя треть, была сильно переработана и отмечена смешиванием белого, серого и черного пигментов.
Использование тяжёлого импасто создаёт впечатление шкуры животного; которое критик Роберт Мелвилл описал как «цвет мокрых, чёрных змей, слегка припудренных пылью». В 1951 году Бэкон прокомментировал свой выбор цвета и блеска тем, что он ставил перед собой задачу рисовать как Веласкес, но с текстурой кожи гиппопотама. В подтверждение этого рот и зубы «Головы I» напоминают клыки ревущего животного. 
Бэкон начал серию «Голова» по необходимости; ему предоставили возможность выставиться в галерее Хейворда в 1949 году годом ранее, но у него было всего несколько работ, которыми он был доволен. Со временем серия стала чем-то совершенно отличным от его первоначальной идеи, например «Голова VI» превратилась в первую из его многочисленных работ по «Портрету Иннокентия X» Веласкеса, написанному около 1650 года. 